# Embalse de Las Vencías
El embalse de Las Vencías está ubicado en las proximidades de Fuentidueña, en la provincia de Segovia, comunidad autónoma de Castilla y León, España.